# 南久留米站

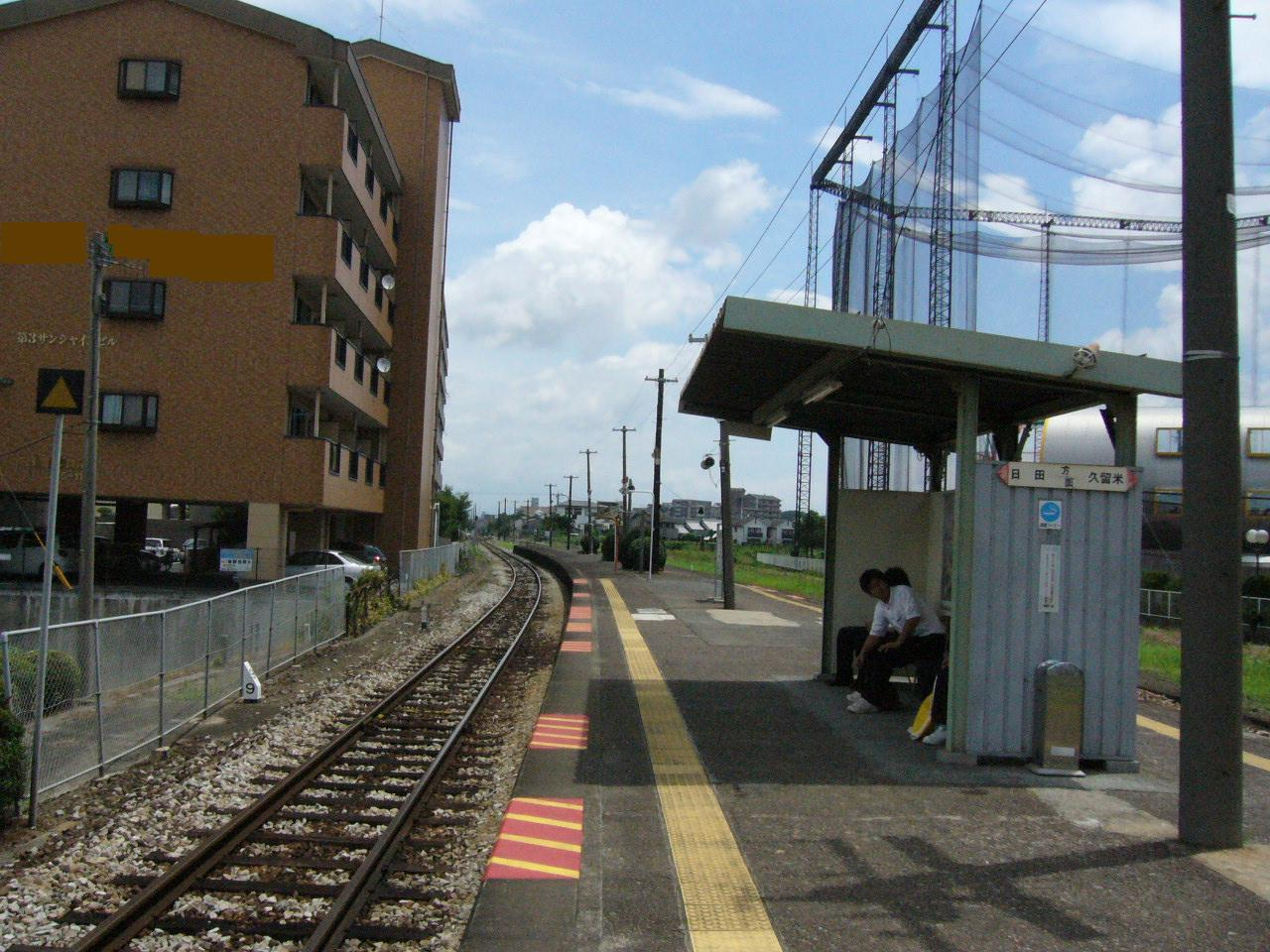
站內

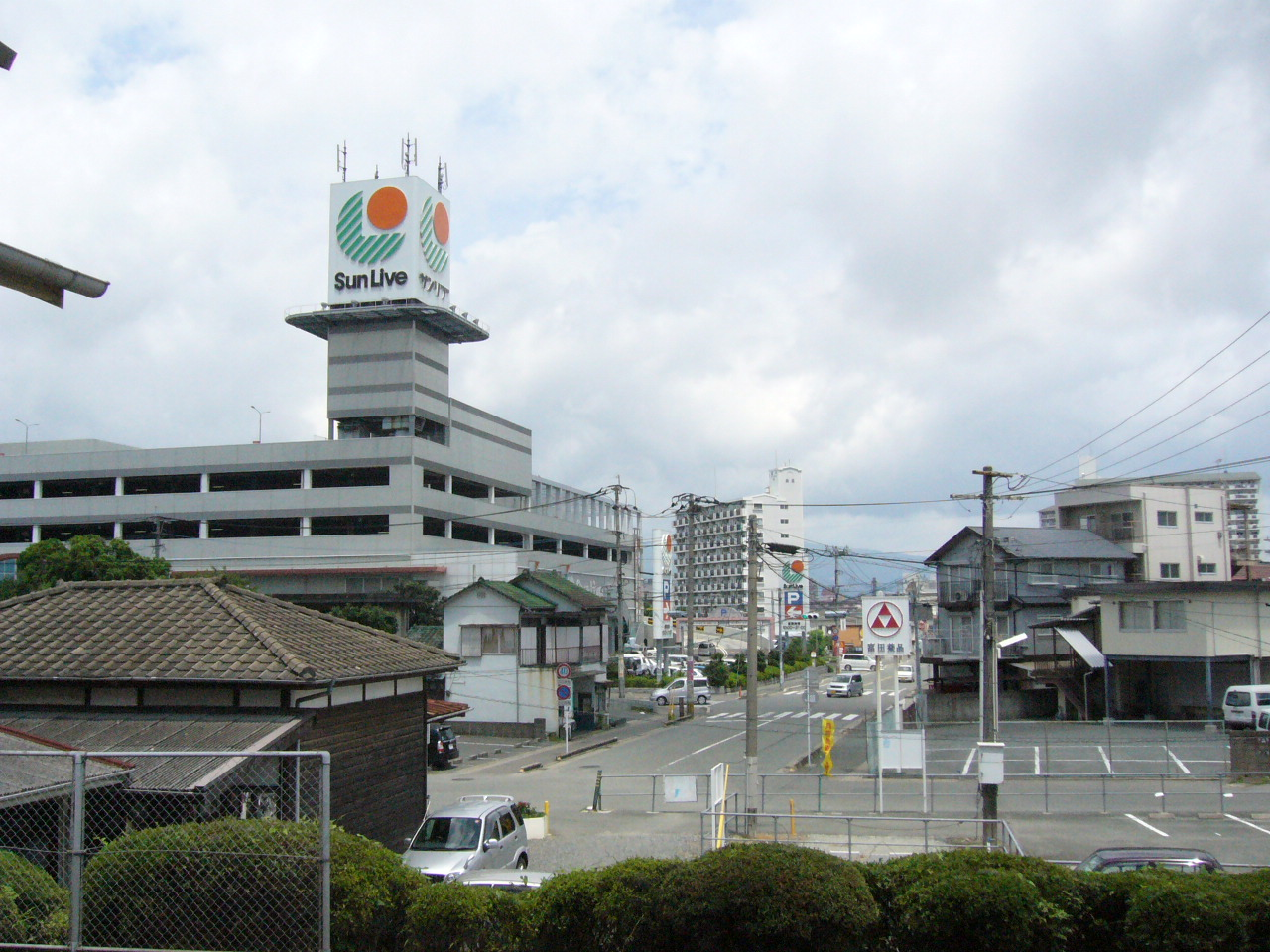
車站周邊

南久留米站（日语：／ Minami-Kurume eki */?）是位於福岡縣久留米市野中町，九州旅客鐵道（JR九州）的久大本線車站。

## 車站構造
設有木建的站房一座，自車站開業以來便一直使用至今。與附近善導寺站的情況一樣，由於站房年屆已高，再加上按現時的營運狀況，亦沒有必要保留原有規模的站房，結果站房左側的原站務室及員工留宿處均在2000年前後被拆去，只保留車站入口及原候車大堂的部份。而原候車大堂亦改為新的站務室。售票窗口旁設置了一部簡易式近距離售票機。站房左側餘下的部份則改為候車區域，並放置了三張四獨立式座位的塑膠座椅、一部可供IC卡增值的增值機、和一些用作放置宣傳單張的鐵架。
因站房靠近建於路堤上的月台，固此通過驗票口後，會先經過一小段的地下通道，再以樓梯連接至月台。驗票口中央放置了一對供IC卡出、入閘專用的感應器。洗手間亦設於驗票口後的右側，為男、女獨立式的洗手間，
此站曾是業務委託車站，委托了JR九州鐵道營業負責車站業務。2023年10月隨JR九州重新接管車站業務後，改為直營站。
2024年，原來掛於車站屋簷上、國鐵標準式的漢字和英文白底站牌被換成木製直書式的純漢字新站牌，並放置於入口左側的牆壁上。

### 月台
設有島式月台1座，長為約為140米，有效長度為7輛。但因應實際運用程況，現時只採用靠向隧道口的約50米長度的月台，其餘部份則已用欄杆所欄封。月台上只設有一個長約5米的有蓋候車亭。
| 月台 | 路線      | 上下行 | 方向                                   |
| ---- | --------- | ------ | -------------------------------------- |
| 1    | ■久大本線 | 下行   | 善導寺、筑後吉井、浮羽、日田、大分方向 |
| 2    | ■久大本線 | 上行   | 久留米、經■鹿兒島本線往鳥栖方向        |

## 歷史
- 1928年12月24日：鐵道省久大線久留米至筑後吉井之間開通，此站啟用[2][3][4]。
- 1984年2月15日：降為無人車站（後來變成業務委託車站）。
- 1987年4月1日：隨國鐵分割民營化，車站由九州旅客鐵道（JR九州）營運[5][6][7][3]。

## 利用狀況
自JR九州於2016年度起只公佈首300位使用人數最多的車站起，本站均能打入排行榜內的首300位。
| 年度 | 1日平均 乘車人次 | 參考資料   |
| ---- | ---------------- | ---------- |
| 2014 | 408              |            |
| 2015 | 422              |            |
| 2016 | 424              | [ 統計 1 ] |
| 2017 | 422              | [ 統計 2 ] |
| 2018 | 436              | [ 統計 3 ] |
| 2019 | 426              | [ 統計 4 ] |
| 2020 | 329              | [ 統計 5 ] |
| 2021 | 365              | [ 統計 6 ] |
| 2022 | 365              | [ 統計 7 ] |
| 2023 | 1,192            | [ 統計 8 ] |

## 相鄰車站
九州旅客鐵道
■久大本線
■觀光特急「金八·一六」、特急「由布院之森」、「由布」
通過
■普通
久留米高校前－南久留米－久留米大學前

### 統計資料
1. ↑   (PDF). 九州旅客鐵道. 2017-07-31  [2018-05-19]. （原始内容 (PDF)存档于2017-08-01） （日语）.
2. ↑   (PDF). 九州旅客鐵道.   [2019-03-10]. （原始内容 (PDF)存档于2019-07-06） （日语）.
3. ↑   (PDF). 九州旅客鐵道.   [2019-07-27]. （原始内容 (PDF)存档于2019-12-06） （日语）.
4. ↑   (PDF). 九州旅客鐵道.   [2020-09-06]. （原始内容 (PDF)存档于2020-08-24） （日语）.
5. ↑   (PDF). 九州旅客鉄道.   [2021-09-15]. （原始内容存档 (PDF)于2022-02-27）.
6. ↑   (PDF). 九州旅客鉄道.   [2022-08-26]. （原始内容 (PDF)存档于2022-08-26） （日语）.
7. ↑   (PDF).   [2024-12-30]. （原始内容存档 (PDF)于2023-09-06）.
8. ↑  駅別乗車人員上位300駅（2023年度） （页面存档备份，存于），JR九州。

## 外部連結
- JR九州南久留米站 （页面存档备份，存于）（日語）